# Loewe Technology
Loewe Technology GmbH (pronunciado [ˈløːvə]) es una empresa especializada en el campo de la electrónica de consumo que desarrolla, fabrica y vende una gran variedad de productos y sistemas electrónicos, eléctricos y mecánicos. La empresa fue fundada en Berlín en 1923 por los hermanos Siegmund y David L. Loewe y tiene su sede y su planta de producción en Kronach, en la Alta Franconia.
Hoy en día, la marca ha ampliado su oferta con televisores, productos de audio, sistemas multiroom, altavoces y accesorios. Loewe está presente en más de 45 países con una red de más de 2.500 socios comerciales y tiene filiales propias en el Reino Unido, Polonia, Eslovaquia y China. Existen tiendas monomarca exclusivas de Loewe (Loewe Galleries) que son tiendas de referencia en muchas ciudades de todo el mundo, como Ámsterdam, Copenhague, Doha, Londres, Barcelona, Múnich, París, Milán y Viena.
Historia de la compañía
La empresa fue fundada en 1923 en Berlín cuando Siegmund Loewe y su hermano David Ludwig Loewe crearon una empresa de fabricación de aparatos de radio llamada Radiofrequenz GmbH. En 1926, su trabajo con el joven físico Manfred von Ardenne les llevó al desarrollo del triple tubo, que se usó por primera vez en el receptor de radio Loewe OE333. Este tubo impulsó la producción de tubos múltiples en Loewe y hoy se considera el primer circuito integrado del mundo.
El desarrollo de la televisión comenzó en Loewe en 1929. La empresa colaboró con el pionero de la televisión británica John Logie Baird. En 1931, Manfred von Ardenne presentó al público el primer televisor totalmente electrónico del mundo en el stand de Loewe de la octava Exposición de Radio de Berlín.
Con la llegada de Hitler al poder en Alemania, Siegmund Loewe se vio obligado a emigrar a Estados Unidos en 1938, donde entabló amistad con otro emigrante forzoso, Albert Einstein. Agentes de la Funkabwehr consiguieron furgonetas de radiolocalización de la Loewe-Opta-Radio Company para usarlas contra el espionaje en Bélgica.
En 1949, Siegmund Loewe recuperó la propiedad de la empresa y asumió la presidencia del consejo de supervisión. En la década de 1950, Loewe comenzó a producir el Optaphon , el primer magnetófono de casete, y a fabricar televisores en Kronach. En 1961 se empezó a fabricar en serie el Optacord 500, el primer magnetoscopio europeo.
En 1962, la tradicional empresa familiar terminó con la muerte de Siegmund Loewe. Filiales del grupo Philips se hicieron con la mayoría de las acciones. Bajo esta dirección, que continuó hasta 1985, la empresa se especializó cada vez más en el desarrollo y la fabricación de televisores.
In 1963 se lanzó el primer televisor portátil, el Loewe Optaport. Tenía una pantalla de 25 centímetros y radio FM integrada. Los primeros televisores en color de Loewe se lanzaron junto con la llegada de la televisión en color en Alemania. In 1979 Loewe empezó a fabricar televisores con chasis totalmente integrado (todo en una sola placa). En 1981 presentó el primer [cita requerida] televisor estéreo de Europa.
En 1985, la dirección volvió a convertir a Loewe en una empresa privada después de que Philips vendiera sus acciones. Ese mismo año, Loewe creó el Art 1, una nueva generación de televisores centrados en el diseño.
En 1995, el CS1 supuso otra primicia internacional al ser el primer televisor del mundo totalmente reciclable. En ese momento, también se fijó el rumbo para un mayor desarrollo de la empresa como especialista en multimedia.
1998 marcó dos hitos más en la historia de la compañía: el lanzamiento del Xelos@media, el primer televisor con acceso a Internet, y el del Spheros, el primer televisor de pantalla plana de Loewe. El año siguiente, Loewe AG salió a bolsa, dirigida por Rainer Hecker (CEO) y Burkhard Bamberger (CFO).
Con el Individual, el primer televisor de pantalla plana con carcasa personalizable, varias opciones de colocación e insertos de colores, Loewe se convirtió en un fabricante de televisores de pantalla plana premium. En 2010, Loewe integró la tecnología LED en el nuevo Individual. El año siguiente, la firma introdujo la visualización de imágenes en 3D en su gama Individual.
Desde sus comienzos, hace 100 años, han sido varios los cambios de propietarios.
En diciembre de 2019, Skytec Group Ltd se hizo cargo de la marca. Desde entonces, Loewe ha lanzado con éxito la nueva plataforma de televisión en streaming SL7, una amplia gama de nuevos productos de audio y la nueva marca We.by Loewe. Sus planes para el futuro incluyen la introducción de nuevas categorías de productos y ofrecer a los clientes de Loewe una experiencia de usuario final única y consistente.
En 2021, la empresa adquirió 65.000 metros cuadrados de terrenos y edificios en la ciudad de Kronach para asegurar su implantación a largo plazo. Prevé una remodelación gradual de toda la zona con la construcción de nuevas oficinas e instalaciones administrativas.
Loewe celebra su centenario en 2023 con el nuevo lema "Un siglo de Excelencia". En colaboración con la ciudad de Kronach, Loewe ha organizado en el castillo Rosenberg de Kronach una exposición que durará todo el año y en la que se exponen productos de diferentes periodos históricos. Ha publicado un libro titulado "100 years of Loewe design" (100 años de diseño Loewe) y, más adelante en 2023, publicará otro con el título "100 years of Loewe history in images" (100 años de historia de Loewe en imágenes).
Typ FEB
En 1929 Loewe empezó a fabricar televisores. Manfred von Ardenne se centró en los circuitos electrónicos. El 14 de diciembre de 1930, gracias al tubo de rayos catódicos, logró realizar la primera transmisión completamente electrónica de diapositivas. A raíz de ello, en 1931 tuvo lugar la primera emisión pública de películas y, dos años más tarde, Loewe presentó el primer Typ FEB, preparado para su fabricación en serie.
Loewe Optaport
En 1963, Loewe diseñó el primer televisor portátil totalmente transistorizado, el "Optaport". El aparato tenía una diagonal de pantalla de 9,8 pulgadas y contaba con una sección de radio de onda ultracorta integrada.
Art 1
En febrero de 1981, Loewe presentó el primer televisor con sonido estéreo de Europa. Cuatro años más tarde, lanzó el “Art 1”, una nueva generación de televisores orientada al diseño y a la tecnología.
D2-MAC
El método D2MAC para componentes de TV permitía transmitir sonido digital en estéreo o en varios idiomas. La transmisión de imágenes se acercaba a una calidad de estudio gracias a la transmisión por componentes RGB. Loewe participó en el uso de la modernizada tecnología televisiva europea fabricando el primer televisor alemán equipado con decodificador D2-MAC, sintonizador de televisión por satélite y módulos PiP integrados. En combinación con los tubos de imagen 16:9 ya había permitido recibir emisiones con una resolución estándar en las primeras pruebas HD-MAC y en las retransmisiones en directo de los Juegos Olímpicos de 1992. Sin embargo, la HDTV de 1.250 líneas no logró implantarse y fue retirada del mercado tras la difusión de la mayoría de las emisoras alemanas a través de la plataforma satélite Astra.
CS1
El primer “CS1” respetuoso con el medio ambiente empezó a fabricarse en 1995. El aparato estaba compuesto esencialmente de cerámica, cobre, aluminio, silicio y hierro. Los tubos de televisión podían desecharse por separado y la cubierta de la carcasa y los componentes electrónicos estaban diseñados de tal forma que podían fundirse por completo para ser reutilizados. Se podía por tanto desmontar el CS1 para reciclar los componentes.
Xelos@media y Spheros
A partir de 1995, Loewe fue evolucionando desde la electrónica de consumo clásica hasta convertirse en un especialista en multimedia. En 1997, Loewe presentó el “Xelos@media”, el primer televisor con acceso a Internet. Ese mismo año se estrenó el "Spheros", el primer televisor de pantalla plana de Loewe.
MultiTel TV 10
En 1988, el MultiTel TV 10 reflejó las posibilidades que ofrecía la electrónica de comunicación en los televisores de aquella época. Se podía telefonear, llevar un registro de nombres, consultar bases de datos, enviar télex o faxes y usar todo el ancho de banda de los medios de comunicación con un solo aparato de tamaño compacto.
Individual, Art y Connect
El Individual fue el primer televisor de pantalla plana en ofrecer una carcasa personalizable, varias opciones de colocación e insertos de colores. Aquello hizo que Loewe se convirtiera en un fabricante premium. El Loewe Connect, lanzado en 2008, fue el primer Smart TV del mundo con conectividad totalmente integrada que permitía acceder de forma inalámbrica a archivos multimedia, discos duros externos y sistemas de PC.
En 2010, Loewe empezó a fabricar en serie su primer televisor LCD con retroiluminación LED, el Individual SL. En la feria del IFA del mismo año presentó por primera vez nuevas funciones como DR+ Streaming, MediaText, HbbTV, CE-HTML y un cliente de streaming mejorado en las nuevas series de televisores LED Art y Connect. La creciente interconexión inteligente de los hogares modernos se tuvo en cuenta con funciones como "Follow-Me", que permite al usuario grabar o empezar a ver una película en una habitación y terminar de verla en otra gracias a una función multiroom.
bild, klang, plus
En 2016, Loewe empezó a utilizar una nomenclatura alemana para sus productos con el fin de "transmitir fielmente sus raíces alemanas". Los nombres alemanes de los productos reflejan el uso al que se destina cada uno dentro del sistema de entretenimiento: bild (dispositivos de TV), klang (altavoces) y plus (accesorios).
Gama actual
En 2021, Loewe lanzó una nueva gama de televisores OLED y LCD basados en la nueva plataforma de streaming inteligente SL7: las series bild i (OLED) y bild c (LCD).
Paralelamente, Loewe sigue ofreciendo su plataforma original SL5 en las series bild v y bild s.
La gama de audio se compone de radios inteligentes (klang S1 y S3), sistemas de altavoces multiroom (MR1, MR3, MR5 y MR7, incorporándose este último al surtido a finales de 2024), barras de sonido (klang bar5 y klang bar3) y subwoofers (sub1 y sub5).
Loewe ha recibido más de 50 premios internacionales desde 2020, como el Red Dot Award, el iF Gold Award o el EISA Award, por el carácter único e innovador del diseño y el rendimiento de sus productos.
Loewe Iconic
Para conmemorar su centenario, Loewe lanzó en enero de 2023 el Loewe Iconic, el primer televisor de piedra de la historia. Este producto único ha recibido las mejores críticas tanto por parte de especialistas como de la prensa. Fabricado por encargo con tiempos de espera de varios semanas.
Marca We.by.Loewe
En 2021, Loewe Technology lanzó la nueva marca We.By.Loewe, que va dirigida a las generaciones más jóvenes y ofrece productos a precios más asequibles. La gama actual incluye televisores LCD (We. SEE32, We. SEE43, We. SEE50 y We. SEE55), así como altavoces Bluetooth en dos tamaños (We.Hear1 y We.Hear2), todos ellos disponibles en varios colores llamativos. La serie de televisores We. SEE ha recibido el premio iF Gold y el We.Hear ha sido nombrado altavoz Bluetooth del año por la EISA.
Nominaciones
Con 150 iF Design Awards en su historia corporativa, Loewe se encuentra entre las 10 principales empresas alemanas galardonadas por sus extraordinarios logros de diseño en 2022. Nuevos ejemplos de los excelentes logros de diseño son los premios para tres productos Loewe, el televisor Loewe iconic, la barra de sonido Loewe klang bar3 mr y el subwoofer Loewe klang sub1, cada uno con el red dot Award 2023 así como el iF Design Award 2023. El televisor de piedra Loewe iconic es incluso el ganador del "iF Gold Award 2023".
Otros codiciados premios en pruebas y galardones para los productos Loewe proporcionan regularmente una impresionante prueba de su extraordinaria calidad y rendimiento. Estos incluyen, por ejemplo, el Premio EISA "Mejor Producto 2022-2023 Solución de Cine en Casa".
En la 63.ª entrega de los premios iF Design, celebrada en el BMW-Welt de Múnich el 10 de marzo de 2017, Loewe Technologies GmbH, el fabricante alemán de electrónica de consumo premium, fue seleccionado entre más de 5.500 participantes de 59 países para recibir cinco premios internacionales. El televisor Loewe bild 7 y el sistema de altavoces inalámbricos Loewe klang 5 se llevaron el iF Gold Award, mientras que el Loewe bild 3, el subwoofer klang 5 y la interfaz de usuario Loewe os fueron galardonados con los iF Design Awards en la categoría de "Producto".